# Institut d'ingénierie informatique de Limoges
L'Institut d'ingénierie informatique de Limoges, ou 3iL est l'une des 205 écoles d'ingénieurs françaises accréditées au 1er septembre 2018 à délivrer un diplôme d'ingénieur. Elle forme des ingénieurs en informatique. 
Elle a été créée par la CCI Limoges-Haute-Vienne, appartient au groupe 3il et est sous convention avec l'université de Limoges. Son campus de Limoges accueille également des étudiants de l'Institut supérieur de formation à la gestion du personnel (ISFOGEP), école de commerce consulaire.

## Présentation
La formation peut se faire en cursus étudiant ou par apprentissage à Rodez (Aveyron) ou à Limoges (Haute-Vienne).

## Admission

### Au niveau bac
- Baccalauréat général : 
  - Spécialités de première : Mathématiques + Spécialité scientifique au choix parmi : Physique-Chimie, Sciences de la vie et de la Terre, Numérique et Sciences Informatiques, Sciences de l’ingénieur
  - Spécialités de terminale : Spécialité Mathématiques + Une spécialité scientifique (PC, SVT, NSI, SI) ou 2 spécialités scientifiques (au choix parmi les 4 mentionnées plus haut) OU Spécialités scientifiques avec une spécialité SES
- Baccalauréat STI2D

Sur concours puissance alpha

### Au niveau bac+1
- L1/CPGE1 sur dossier, test et entretien

### Au niveau bac+2
- CPGE MP/PC/PSI via le concours e3a, PT via la banque PT et TSI via le concours CCP
- PACES/DUT/BTS/L2/L3 sur dossier, concours interne et entretien

## Formation

### Cycle préparatoire intégré
En 2 ans, il prépare, sous forme de deux parcours diplômant différents, à l’entrée en cycle ingénieur :
- Parcours scientifique[6] : cycle préparatoire spécialité Maths/Info (licence obtenue auprès de la Faculté des sciences de Limoges)
- Parcours technologique[7] : cycle préparatoire spécialité Service informatique aux organisations (BTS obtenu auprès du lycée Beaupeyrat de Limoges[8])

Le cycle préparatoire technologique se concentre sur le programme du BTS Service Informatique aux Organisations. Des cours complémentaires en sciences de l’ingénieur sont dispensés par 3iL pour compléter cette formation.
Le cycle préparatoire scientifique dispense l’enseignement de la Licence Maths/Informatique de la Faculté des Sciences de Limoges ainsi qu’un complément conséquent en informatique et en anglais.

### Cycle ingénieur
D'après la CTI les caractéristiques des diplômes, en 2018, sont les suivantes :
| Intitulé du diplôme d'ingénieur                                                                               | Site    | Type                                                    | Habilitation | Label   |
| --- | ------- | ------------------------------------------------------- | ------------ | ------- |
| Ingénieur diplômé de l’Institut d’ingénierie informatique de Limoges                                          | Limoges | Formation initiale sous statut d'étudiant ou d'apprenti | Maximale     | EUR-ACE |
| Ingénieur diplômé de l’Institut d’ingénierie informatique de Limoges en partenariat avec l’ITII Midi Pyrénées | Rodez   | Formation initiale sous statut d'apprenti               | Maximale     | EUR-ACE |

### Formations spécialisées
L’école 3iL Ingénieurs propose, depuis plus de 30 ans, des formations supérieures en informatique, préparant aux métiers les plus porteurs et aux secteurs du numérique les plus dynamiques. 3iL Ingénieurs propose ainsi plusieurs programmes spécialisés :
- Bachelor Développement Logiciel et Web
- Bachelor Infrastructures, Systèmes et Réseaux
- Programme Expert Bac+5 Manager de Solutions Digitales et Data (MS2D)
- Programme Expert Bac+5 Expert Réseaux, Infrastructures et Sécurité (ERIS)
- Préventeur en cybersécurité (CQPM)

## Entreprises
Chaque promotion de 3iL est parrainée par une grande entreprise ; la promotion 2015 par Emakina, la promotion 2016 par Legrand, la promotion 2017 par Capgemini, la promotion 2020 par Sopra Steria, la promotion 2021 par Cisco et la promotion 2022 par le Crédit Agricole Group Infrastructure Platform. Ces partenariats sont parfois l'occasion de réaliser des projets avec les entreprises, comme le projet domotique avec Legrand.
Des simulations d'entretien avec de vrais recruteurs sont réalisées en partenariat avec les entreprises.
Un cabinet de conseil étudiant, 3iL Expertise, directement en contact avec le monde professionnel, est également présent et permet de nouer des contacts ainsi que d'engranger davantage d'expérience sur des projets concrets.

## Recherche
La recherche s'effectue en partenariat avec le laboratoire XLIM de l’université de Limoges. 3iL est impliquée dans trois départements de l’Institut de Recherche XLIM :
- DMI : Département de Mathématiques et d’Informatique
- MINACOM : Micro et nanotechnologies pour composants optoélectroniques et micro-ondes
- OSA : Ondes et structures associées

À la suite de la convention de partenariat signée entre 3iL et l’université de Limoges :
- les enseignants chercheurs de 3iL sont associés à un des départements du laboratoire XLIM.
- les étudiants de 3iL peuvent obtenir au cours de leur 3e année d’études d’ingénieurs le Master ISICG (master Informatique, Synthèse d’Images et Conception Graphique) ou le master Cryptis[14] (Master Sécurité de l’information et cryptologie, parcours sécurité informatique)  de la Faculté des sciences et techniques de Limoges.

## International
3iL a une double activité dédiée aux relations internationales.
L’une est concerne à la mobilité entrante : 3iL reçoit des étudiants internationaux dont les origines sont diverses (plus de 20 nationalités représentées, des élèves venant d’écoles partenaires, participants à des programmes d’échanges européens, , etc.) et œuvre à l’interculturalité de ses promotions. 
L’autre est liée à la mobilité sortante : une mobilité internationale au moins égale à 3 mois est obligatoire pour obtenir le diplôme. Cette mobilité peut prendre la forme d’un séjour linguistique, d’un semestre d’étude à l’étranger, d’un stage professionnel ou autre job, d’un double-diplôme.